# Nematodes
Els nematodes (Nematoda) són un embrancaments d'invertebrats vermiformes, el més divers dels pseudocelomats. Es coneixen com a cucs cilíndrics o rodons. Se n'han descrit més de 28.000 espècies, de les quals més de 16.000 són paràsites, però s'ha estimat que el nombre total de nematodes podria ser de més de 500.000. Les helmintosis provocades per nematodes s'anomenen nematodosis; produeixen malalties a plantes, fongs i animals, incloent-hi l'ésser humà, com ara la triquinosi, l'ascariosi i la filariosi. Les espècies de vida lliure habiten en ambients aquàtics i en ambients terrestres humits, com ara la molsa. La nematologia és l'especialitat zoològica que s'ocupa de l'estudi d'aquests cucs.
L'espècie mes petita es Greeffiella minutum (un nematode marí de vida lliure d'uns 80 μm de longitud) i la més gran Placentonema gigantissima (cuc paràsit de la placenta del catxalot que pot tenir 8–9 m de llargària).
Tenen el cos cilíndric, no dividit en anells i recobert per una cutícula de col·lagen relativament rígida que muden regularment. Tenen un aparell digestiu complet en forma de tub amb obertures a cada extrem del cos. No tenen òrgans respiratoris ni excretors. Són dioics (sexes separats).
En la recerca científica s'utilitza com a nematode model l'espècie Caenorhabditis elegans, ja que el seu genoma té moltes similituds amb el dels humans. C. elegans és un organisme eutèlic (tots els exemplars adults de l'espècie tenen exactament el mateix nombre de cèl·lules, que es manté invariable fins que moren).

## Taxonomia
L'embrancament Nematoda va ser descrit per primera vegada pel naturalista suec Karl Asmund Rudolphi el 1808.
Nathan Cobb, un nematòleg que va descriure mil espècies de nematodes, els va classificar l'any 1919 com l'embrancament Nemata. Més endavant, se'ls va considerar una classe, Nematoda, dins de l'embrancament Aschelminthes; però actualment se'ls ha tornat a restablir a la categoria d'embrancament. Aschelminthes incloïa (a més de Nematoda) els clades Rotifera, Priapulida, Gastrotricha, Kinorhyncha, i Nematomorpha i, inclusivament per a alguns, Entoprocta. Alguns d'aquests grups ja no es consideren relacionats entre si i han estat promoguts d'embrancament. En canvi, estudis recents indiquen que els nematodes sí que estarien relacionats amb els artròpodes i els priapúlids en el superembrancament Ecdysozoa («animals que muden»).
La classificació de classes, subclasses i ordres va variant a mesura que hi ha disponibles noves tècniques per establir-ne la filogènesi. Actualment es fan servir procediments biomoleculars per estudiar les relacions filogenètiques de la SSU rDNA (Small subunit ribosomal ribonucleic acid o subunitat petita de l'ADN ribosòmic).
|  | Enoplida     |
|  |              |
|  | Isolaimida   |
|  |              |
|  | Mononchida   |
|  |              |
|  | Dorylaimida  |
|  |              |
|  | Stichosomida |
|  |              |
|  | Triplonchida |
|  |              |

|  | Araeolaimida   |
|  |                |
|  | Chromadorida   |
|  |                |
|  | Desmoscolecida |
|  |                |
|  | Desmodorida    |
|  |                |
|  | Monhysterida   |
|  |                |

|  | Enoplida     |
|  |              |
|  | Isolaimida   |
|  |              |
|  | Mononchida   |
|  |              |
|  | Dorylaimida  |
|  |              |
|  | Stichosomida |
|  |              |
|  | Triplonchida |
|  |              |

|  | Araeolaimida   |
|  |                |
|  | Chromadorida   |
|  |                |
|  | Desmoscolecida |
|  |                |
|  | Desmodorida    |
|  |                |
|  | Monhysterida   |
|  |                |

|  | Rhabditida  |
|  |             |
|  | Strongylida |
|  |             |

|  | Spirurida     |
|  |               |
|  | Ascarida      |
|  |               |
|  | Camallanida   |
|  |               |
|  | Drilonematida |
|  |               |

|  | Diplogasterida |
|  |                |
|  | Tylenchida     |
|  |                |

|  | Rhabditida  |
|  |             |
|  | Strongylida |
|  |             |

|  | Spirurida     |
|  |               |
|  | Ascarida      |
|  |               |
|  | Camallanida   |
|  |               |
|  | Drilonematida |
|  |               |

|  | Diplogasterida |
|  |                |
|  | Tylenchida     |
|  |                |

|  | Enoplida     |
|  |              |
|  | Isolaimida   |
|  |              |
|  | Mononchida   |
|  |              |
|  | Dorylaimida  |
|  |              |
|  | Stichosomida |
|  |              |
|  | Triplonchida |
|  |              |

|  | Araeolaimida   |
|  |                |
|  | Chromadorida   |
|  |                |
|  | Desmoscolecida |
|  |                |
|  | Desmodorida    |
|  |                |
|  | Monhysterida   |
|  |                |

|  | Enoplida     |
|  |              |
|  | Isolaimida   |
|  |              |
|  | Mononchida   |
|  |              |
|  | Dorylaimida  |
|  |              |
|  | Stichosomida |
|  |              |
|  | Triplonchida |
|  |              |

|  | Araeolaimida   |
|  |                |
|  | Chromadorida   |
|  |                |
|  | Desmoscolecida |
|  |                |
|  | Desmodorida    |
|  |                |
|  | Monhysterida   |
|  |                |

|  | Rhabditida  |
|  |             |
|  | Strongylida |
|  |             |

|  | Spirurida     |
|  |               |
|  | Ascarida      |
|  |               |
|  | Camallanida   |
|  |               |
|  | Drilonematida |
|  |               |

|  | Diplogasterida |
|  |                |
|  | Tylenchida     |
|  |                |

|  | Rhabditida  |
|  |             |
|  | Strongylida |
|  |             |

|  | Spirurida     |
|  |               |
|  | Ascarida      |
|  |               |
|  | Camallanida   |
|  |               |
|  | Drilonematida |
|  |               |

|  | Diplogasterida |
|  |                |
|  | Tylenchida     |
|  |                |

|  | Enoplida     |
|  |              |
|  | Triplonchida |
|  |              |

|  | Dorylaimida     |
|  |                 |
|  | Mermithida      |
|  |                 |
|  | Mononchida      |
|  |                 |
|  | Dioctophymatida |
|  |                 |
|  | Trichinellida   |
|  |                 |
|  | Isolaimida      |
|  |                 |
|  | Muspiceida      |
|  |                 |
|  | Marimermithida  |
|  |                 |

|  | Enoplida     |
|  |              |
|  | Triplonchida |
|  |              |

|  | Dorylaimida     |
|  |                 |
|  | Mermithida      |
|  |                 |
|  | Mononchida      |
|  |                 |
|  | Dioctophymatida |
|  |                 |
|  | Trichinellida   |
|  |                 |
|  | Isolaimida      |
|  |                 |
|  | Muspiceida      |
|  |                 |
|  | Marimermithida  |
|  |                 |

| Chromadoria | \| \| Rhabditida[27] \| \| \| \| \| \| Plectida[28] \| \| \| \| \| \| Araeolaimida[29] \| \| \| \| \| \| Monhysterida[30] \| \| \| \| \| \| Desmodorida[31] \| \| \| \| \| \| Desmoscolecida[32] \| \| \| \| \| \| Chromadorida \| \| \| \| |
|             | \| \| Rhabditida[27] \| \| \| \| \| \| Plectida[28] \| \| \| \| \| \| Araeolaimida[29] \| \| \| \| \| \| Monhysterida[30] \| \| \| \| \| \| Desmodorida[31] \| \| \| \| \| \| Desmoscolecida[32] \| \| \| \| \| \| Chromadorida \| \| \| \| |
|             | Rhabditida |
|             | |
|             | Plectida |
|             | |
|             | Araeolaimida |
|             | |
|             | Monhysterida |
|             | |
|             | Desmodorida |
|             | |
|             | Desmoscolecida |
|             | |
|             | Chromadorida |
|             | |

|  | Rhabditida     |
|  |                |
|  | Plectida       |
|  |                |
|  | Araeolaimida   |
|  |                |
|  | Monhysterida   |
|  |                |
|  | Desmodorida    |
|  |                |
|  | Desmoscolecida |
|  |                |
|  | Chromadorida   |
|  |                |

|  | Enoplida     |
|  |              |
|  | Triplonchida |
|  |              |

|  | Dorylaimida     |
|  |                 |
|  | Mermithida      |
|  |                 |
|  | Mononchida      |
|  |                 |
|  | Dioctophymatida |
|  |                 |
|  | Trichinellida   |
|  |                 |
|  | Isolaimida      |
|  |                 |
|  | Muspiceida      |
|  |                 |
|  | Marimermithida  |
|  |                 |

|  | Enoplida     |
|  |              |
|  | Triplonchida |
|  |              |

|  | Dorylaimida     |
|  |                 |
|  | Mermithida      |
|  |                 |
|  | Mononchida      |
|  |                 |
|  | Dioctophymatida |
|  |                 |
|  | Trichinellida   |
|  |                 |
|  | Isolaimida      |
|  |                 |
|  | Muspiceida      |
|  |                 |
|  | Marimermithida  |
|  |                 |

| Chromadoria | \| \| Rhabditida[27] \| \| \| \| \| \| Plectida[28] \| \| \| \| \| \| Araeolaimida[29] \| \| \| \| \| \| Monhysterida[30] \| \| \| \| \| \| Desmodorida[31] \| \| \| \| \| \| Desmoscolecida[32] \| \| \| \| \| \| Chromadorida \| \| \| \| |
|             | \| \| Rhabditida[27] \| \| \| \| \| \| Plectida[28] \| \| \| \| \| \| Araeolaimida[29] \| \| \| \| \| \| Monhysterida[30] \| \| \| \| \| \| Desmodorida[31] \| \| \| \| \| \| Desmoscolecida[32] \| \| \| \| \| \| Chromadorida \| \| \| \| |
|             | Rhabditida |
|             | |
|             | Plectida |
|             | |
|             | Araeolaimida |
|             | |
|             | Monhysterida |
|             | |
|             | Desmodorida |
|             | |
|             | Desmoscolecida |
|             | |
|             | Chromadorida |
|             | |

|  | Rhabditida     |
|  |                |
|  | Plectida       |
|  |                |
|  | Araeolaimida   |
|  |                |
|  | Monhysterida   |
|  |                |
|  | Desmodorida    |
|  |                |
|  | Desmoscolecida |
|  |                |
|  | Chromadorida   |
|  |                |

## Evolució
El registre fòssil dels nematodes s'estén des del Devonià inferior fins a l'actualitat, tot i que es creu que el llinatge nematode es remunta com a mínim fins al Cambrià. Alguns fòssils precambrians, com ara Grypania spiralis i Tawuia dalensis, tenen una morfologia que recorda la dels nematodes. El punt de vista més estès és que en realitat pertanyen a microbis o algues primitives, però alguns nematòlegs n'interpreten determinades estructures com una boca i un tracte digestiu, cosa que contradiria la hipòtesi microbiana/algal. Tanmateix, fins i tot aquests nematòlegs reconeixen que no hi ha proves concloents que demostrin la filiació de G. spiralis i T. dalensis als nematodes.
Els primers nematodes que van infectar als humans aparegueren durant el Plistocè, fa una mica més d'un milió d'anys.
L'estudi dels nematodes fòssils és complicat perquè la seva morfologia fràgil significa que sovint resulta impossible veure caràcters diagnòstics en exemplars que porten centenars de milions d'anys morts. Per tant, és molt difícil classificar els nematodes fòssils en famílies i gèneres. Per aquest motiu, se'ls sol classificar en gèneres «calaix de sastre» sense relacions taxonòmiques clarament definides. Els criteris en els quals es basen aquests gèneres són de tipus morfològic (llargada, diàmetre, estructura, etc.) i etològics (tipus d'hoste, alimentació, etc.).

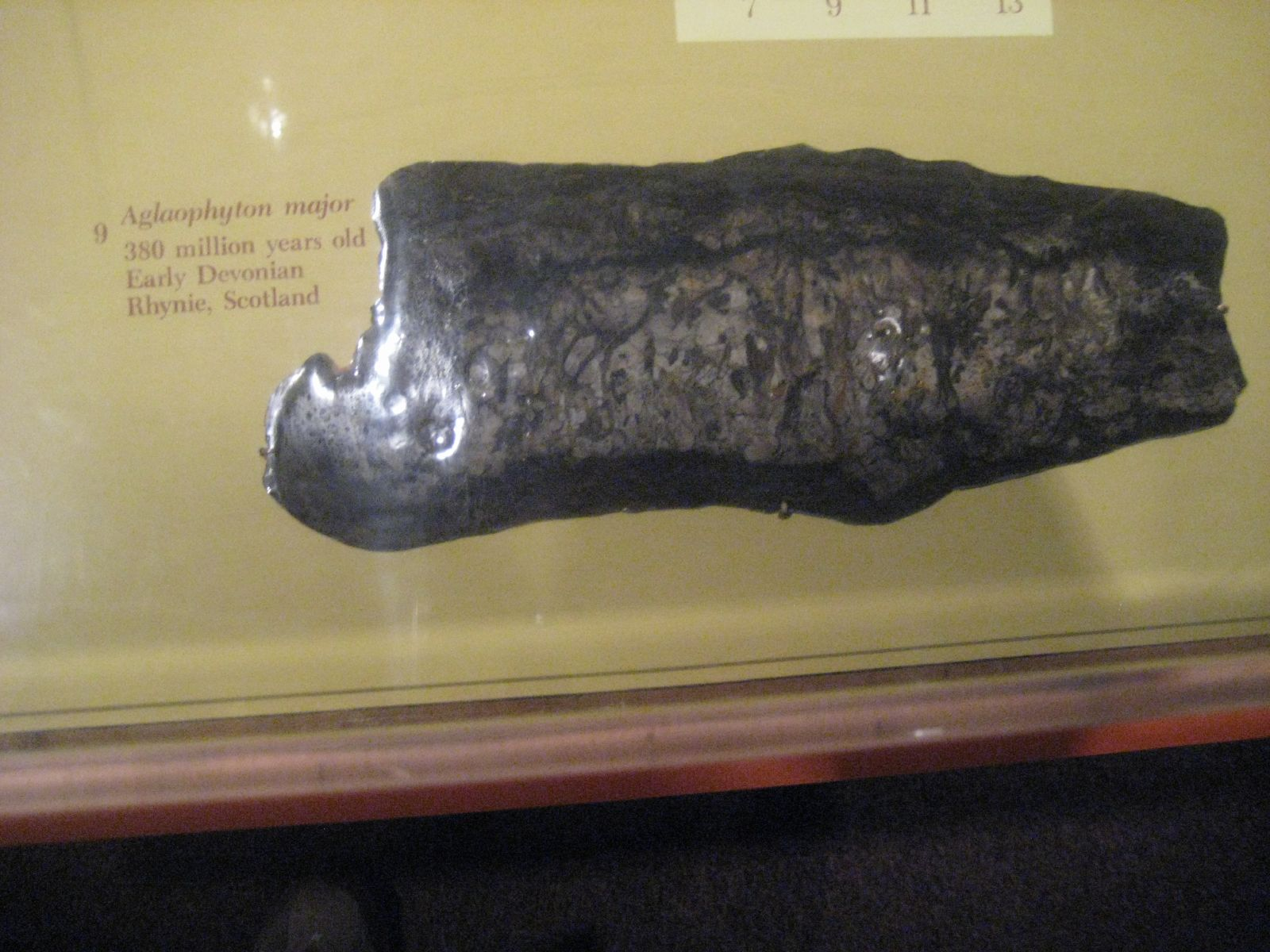
Aglaophyton major, una planta devoniana associada a nematodes primitius

Una altra estratègia que fan servir els nematòlegs per calcular més o menys quan aparegueren els nematodes és fixar-se en l'aparició dels seus hostes. Entre la fauna del Cambrià, per exemple, s'han caracteritzat diversos organismes que podrien haver estat hostes dels nematodes d'aquell temps. Un fòssil d'intestí del priapúlid Ottora prolifica conté el que podria ser un nematode enrotllat. Tot i que, com ja s'ha dit més amunt, el registre fòssil no ho ha confirmat completament, es creu que els nematodes es diversificaren al Cambrià, passaren del mar a la terra a l'Ordovicià i ja tenien relacions simbiòtiques i parasitàries amb invertebrats a finals del Silurià.
Ja des del principi del registre fòssil dels nematodes hi ha indicis d'aquestes relacions. Al chert de Rhynie (Escòcia) s'han trobat restes de poblacions reproductives de Palaeonema phyticum (el nematode més antic conegut), dins de les cambres estomals de la planta Aglaophyton major. Diversos factors, incloent-hi un medi exterior hostil i la presència de molts predadors potencials, indiquen que P. phyticum era probablement un paràsit que no hauria pogut sobreviure gaire temps fora del seu hoste. Aquest nematode també és l'animal herbívor més antic que s'ha descobert fins ara.
Tot i que es creu que els nematodes, com molts altres grups d'animals, sorgiren a l'aigua, el fòssil més antic conegut d'un nematode marí és posterior al d'un nematode terrestre. Es tracta de Nemavermes mackeei, que aparegué tot al final del Mississipià d'Illinois i visqué com a mínim durant 10 milions d'anys. La primera aparició d'un nematode d'aigua dolça en el registre fòssil és encara més tardana i no es produeix fins al Cretaci superior de Noruega. L'espècie en qüestió és Captinovema cretacea.
L'ambre bàltic i del mar Carib conté una gran varietat de nematodes del Terciari, tant paràsits com de vida lliure.

## Hàbitat

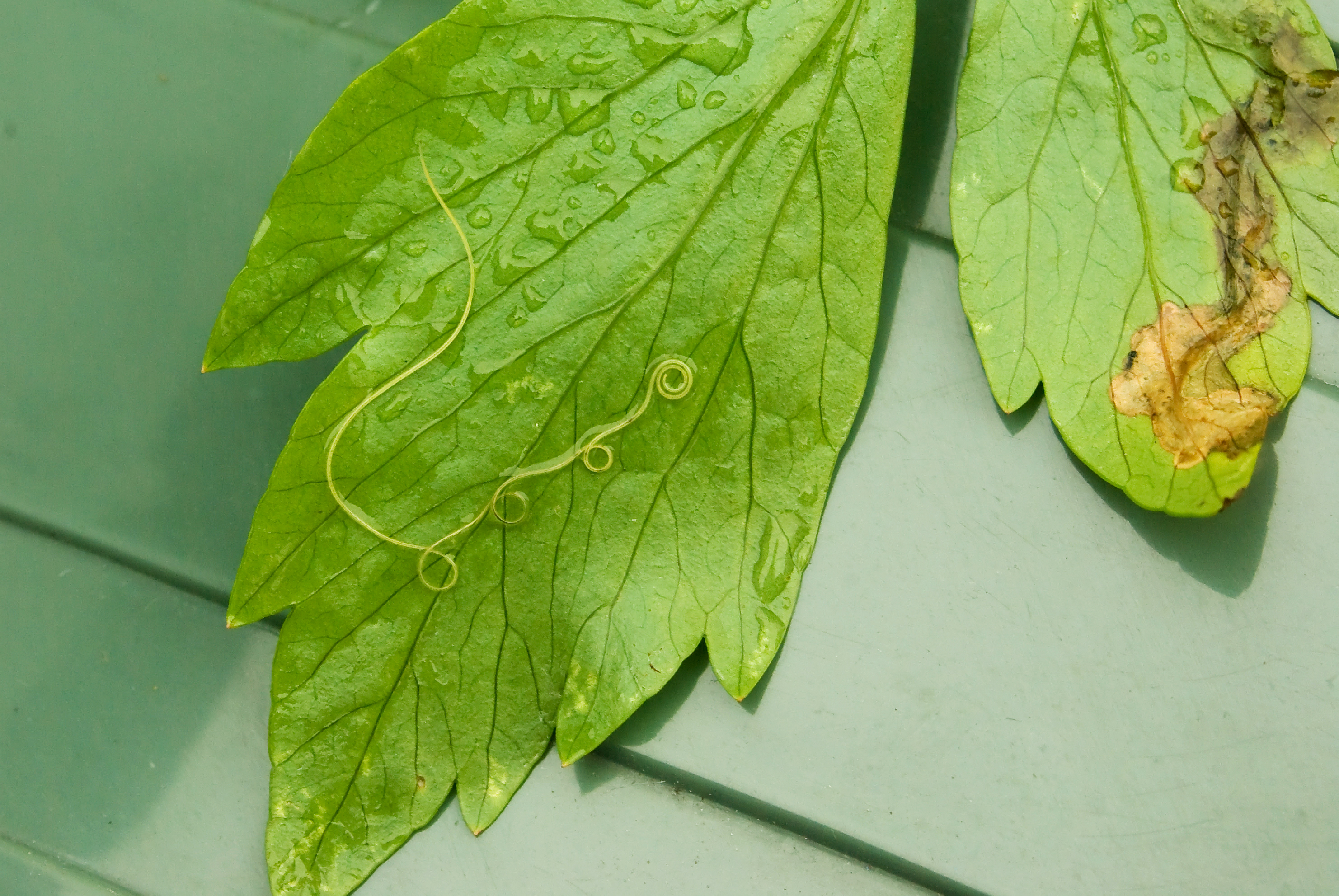
Els nematodes habiten gairebé tots els nínxols ecològics, com les parts aèries vegetals.

Els nematodes s'han adaptat amb èxit a gairebé tots els nínxols ecològics, des dels marins fins als d'aigua dolça, des de les regions polars fins als tròpics, i també des de les elevacions més altes fins a les més baixes. Són omnipresents a l'aigua de mar, a l'aigua continental i a pràcticament tots els entorns terrestres, vivint a llocs tan dispars com l'Antàrtida o les fosses marines. Representen, per exemple, el 90% de tota la vida del sòl marí de la Terra. La majoria són endèmics, tot i que existeixen moltes espècies cosmopolites. Les seves nombroses formes paràsites inclouen patògens de la major part de plantes i animals (incloent-hi humans).
La clau d'aquesta ubiqüitat és la seva cutícula, la qual redueix la permeabilitat corporal del nematode protegint-lo de les condicions hostils externes. Això li permet sobreviure en medis molt adversos, com ara sòls extremadament secs o el tracte digestiu d'altres animals. Un dels nematodes més resistents, Halicephalobus mephisto, fou descobert en una mina d'or sud-africana a 1,3 km de profunditat. El 2018, investigadors russos publicaren un estudi sobre nematodes d'uns 41.000 anys d'antiguitat corresponents a les espècies Panagrolaimus detritophagus i Plectus parvus descoberts al permagel congelat de la conca del Kolimà. Una vegada extrets de la mostra extreta del permagel i descongelats, els cucs recuperaren les seves funcions vitals, un fet indicatiu de la possibilitat que aquests animals mantinguin en congelació la seva viabilitat teòricament fins sempre.
Dels nematodes que viuen al sòl, n'hi ha de fitoparàsits i n'hi ha de sapròfits (desintegren restes vegetals i mineralitzen el nitrogen). Sovint sobrepassen en nombre als altres animals tant en nombre d'espècies com a nivell individual (poden haver-hi 20-30 milions per metre quadrat).
N'hi ha nematodes migradors (transportats per un hoste, per agents atmosfèrics com l'aigua o l'aire, o per l'activitat humana) o sedentaris, i cosmopolites o localitzats en un únic ambient o un únic hoste. Alguns nematodes utilitzen la criptobiosi per resistir les circumstàncies mediambientals desfavorables. Amb aquest propòsit, diverses espècies de nematodes fan servir la dormició, la diapausa o altres mecanismes més complexos de retard del creixement, com ara l'emprat per Heterodera schachtii. Steinernema carpocapsae pot adaptar-se ràpidament als canvis dels nivells d'oxigen del sòl modificant el seu metabolisme d'aeròbic a anaeròbic i viceversa.

## Anatomia

Caenorhabditis elegans en moviment

Els nematodes són animals esvelts similars a cucs, normalment mesuren menys de 2,5 mm de longitud. Els nematodes més petits són microscòpics, mentre que les espècies de vida lliure poden arribar a mesurar 5 cm de longitud i algunes espècies parasitàries són encara més llargues. El cos sol estar guarnit amb crestes, anells, bonys i pèls i altres estructures característiques.
El cap dels nematodes és relativament distint. La resta del cos presenta una simetria bilateral, mentre que el cap té una simetria radial amb bonys sensorials i, en molts casos, «escuts de cap» que s'estenen cap a fora al voltant de la boca. Aquesta última té tres o sis llavis, que solen tenir una sèrie de dents a la vora interior. La punta de la cua sovint presenta una «glàndula caudal» adhesiva.
L'epidermis és o bé un sinciti o bé una única capa de cèl·lules. Està coberta per una cutícula col·làgena espessa. Aquesta cutícula sovint té una estructura complexa i es pot compondre de dues o tres capes diferents. A sota l'epidermis hi ha una capa de cèl·lules musculars. La cutícula, relativament rígida, es combina amb els músculs per crear un hidroesquelet (esquelet hidroestàtic) que possibilita la mobilitat ondulatòria de l'animal sobre una superfície, ja que els nematodes manquen de músculs de circumferència. Hi ha projeccions que van des de la superfície interior de les cèl·lules musculars fins a les cordes nervioses. Es tracta d'una configuració única al regne animal, en el qual les fibres se solen estendre a l'inrevés, des de les neurones fins als músculs.

### Aparell digestiu
La cavitat bucal està revestida amb una cutícula que sovint està reforçada amb crestes o altres estructures. La boca pot tenir dents (conformació anomenada odontoestilet), especialment en les espècies carnívores. Sol tenir una estructura en forma d'estilet afilat (estomatoestilet) que pot clavar-se a les preses. Algunes espècies tenen un estilet buit per dins que fan servir per xuclar líquids de plantes o animals i unes poques el tenen triforme.
La cavitat bucal porta cap a una faringe muscular que també té un revestiment de cutícula i es fa servir per xuclar. Aquesta part de l'aparell digestiu conté glàndules digestives que secreten enzims que comencen a desfer l'aliment. Algunes espècies amb estilet poden utilitzar-lo per injectar aquests enzims a les seves preses.
Els nematodes manquen d'estómac. La faringe porta directament a un intestí sense músculs, que és la part més llarga de l'aparell digestiu. L'intestí secreta més enzims i absorbeix nutrients a través del seu revestiment, format per una capa d'una sola cèl·lula de gruix. L'última part de l'intestí té un revestiment de cutícula i forma un recte, que excreta els residus a través de l'anus, situat just per sota i al davant de la punta de la cua. L'aliment avança pel tracte digestiu gràcies als moviments del nematode. L'intestí té esfínters a cada extrem per controlar el moviment de l'aliment pel cos.

### Sistema excretor
L'excés de nitrogen és excretat a través de les parets corporals en forma d'amoníac, sense que estigui associat amb cap òrgan en concret. Tanmateix, les estructures encarregades d'eliminar la sal i així mantenir l'osmoregulació solen ser més complexes. Molts nematodes marins tenen una o dues glàndules unicel·lulars (formades per una única cèl·lula ampul·lar anomenada en anglès renette cell per la seva morfologia característica) que excreten la sal a través d'un porus situat a la part inferior de l'animal, a prop de la faringe. En la majoria dels altres nematodes, aquestes cèl·lules especialitzades han estat substituïdes per un òrgan que consisteix en dos conductes paral·lels units per un únic conducte transversal. Aquest últim condueix a un canal comú que va fins al porus excretor.

### Sistema nerviós
Quatre nervis perifèrics s'estenen al llarg del cos per les superfícies dorsal, ventral i lateral. Cadascun conté una corda de teixit conjuntiu sota la cutícula, entre les cèl·lules musculars. El nervi ventral és el més gran i té una estructura doble al davant del porus excretor. El nervi dorsal participa en el control motor, mentre que els nervis laterals són sensorials i el ventral combina ambdues funcions.
A l'extrem anterior de l'animal, els nervis es ramifiquen a partir d'un dens anell nerviós que envolta la faringe i serveix de cervell. Una sèrie de nervis més petits sorgeixen de l'anell i el connecten als òrgans sensorials del cap.
El cos dels nematodes està cobert per moltes cerres i papil·les sensorials que li proporcionen el sentit del tacte. Al darrere de les cerres sensorials del cap, hi ha dues invaginacions de la cutícula que formen unes petites fossetes, o «amfidis». Els amfidis disposen de moltes cèl·lules nervioses i probablement són òrgans quimioreceptors. Alguns nematodes aquàtics tenen el que semblen ulls pigmentats, però no se sap amb certesa si realment tenen una funció sensorial.
Existeixen importants variacions anatòmiques en el sistema nerviós de diverses espècies que pertanyen al fílum.

## Nematodes patògens

Anys de vida ajustats per discapacitat a causa d'infeccions intestinals per nematodes per 100.000 individus el 2004.
desconegut
<25
25–50
50–75
75–100
100-120
120-140
140-160
160-180
180-200
200–220
220–240
>240

### Nematodes zoopatògens
Hi ha nematodes que produeixen parasitosi en animals, incloent-hi humans, anomenades nematodosis (també causades per platelmints). A banda de la cosmopolita triquinosi, les malalties per nematodes més freqüents són, en ordre decreixent, les enterobiosis (Enterobius vermicularis), les ancilostomosis (Ancylostoma duodenale), les ascariosis (Ascaris lumbricoides, Anisakis, Toxocara, etc.) les filariosis (oncocercosi per Onchocerca volvulus, loiasi per Loa loa -cuc de l'ull africà-, mansonel·losi per Mansonella, dirofilariosi per Dirofilaria repens, filariosi per Wuchereria bancrofti) i les capil·lariosis (capil·lariosi hepàtica i capil·lariosi intestinal) causades per Capillaria hepatica i Capillaria philippinensis, respectivament. Malgrat els avenços mèdics, el nombre global de nematodosis gastrointestinals humanes no ha disminuït en el decurs de les darreres dècades.
També hi ha nematodes entomopatògens, com ara Steinernema o Heterorhabditis, alguns dels quals s'han provat en el control biològic de plagues perjudicials per als conreus.

### Nematodes fitopatògens

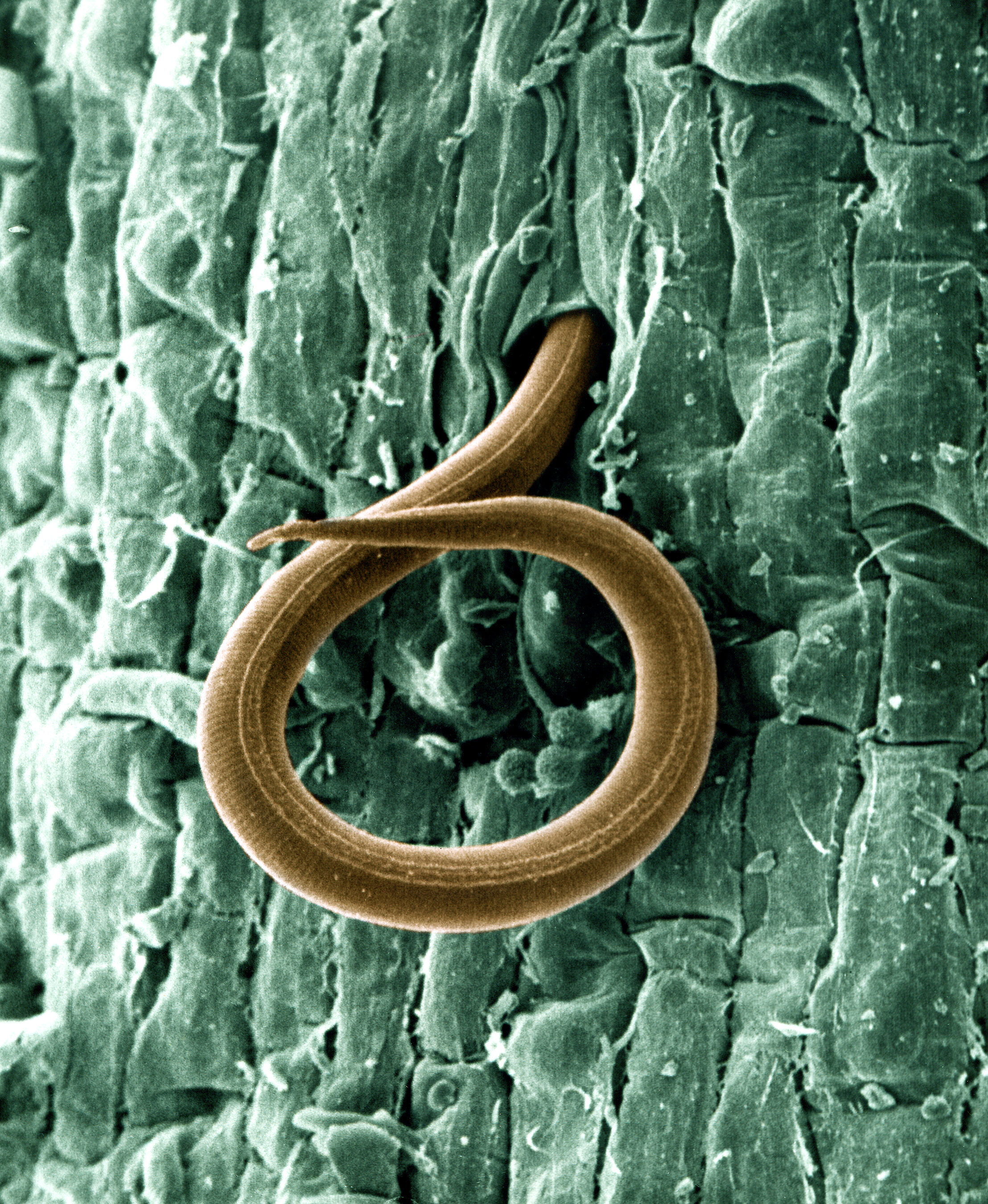
Meloidogyne penetrant l'arrel d'una tomaquera.

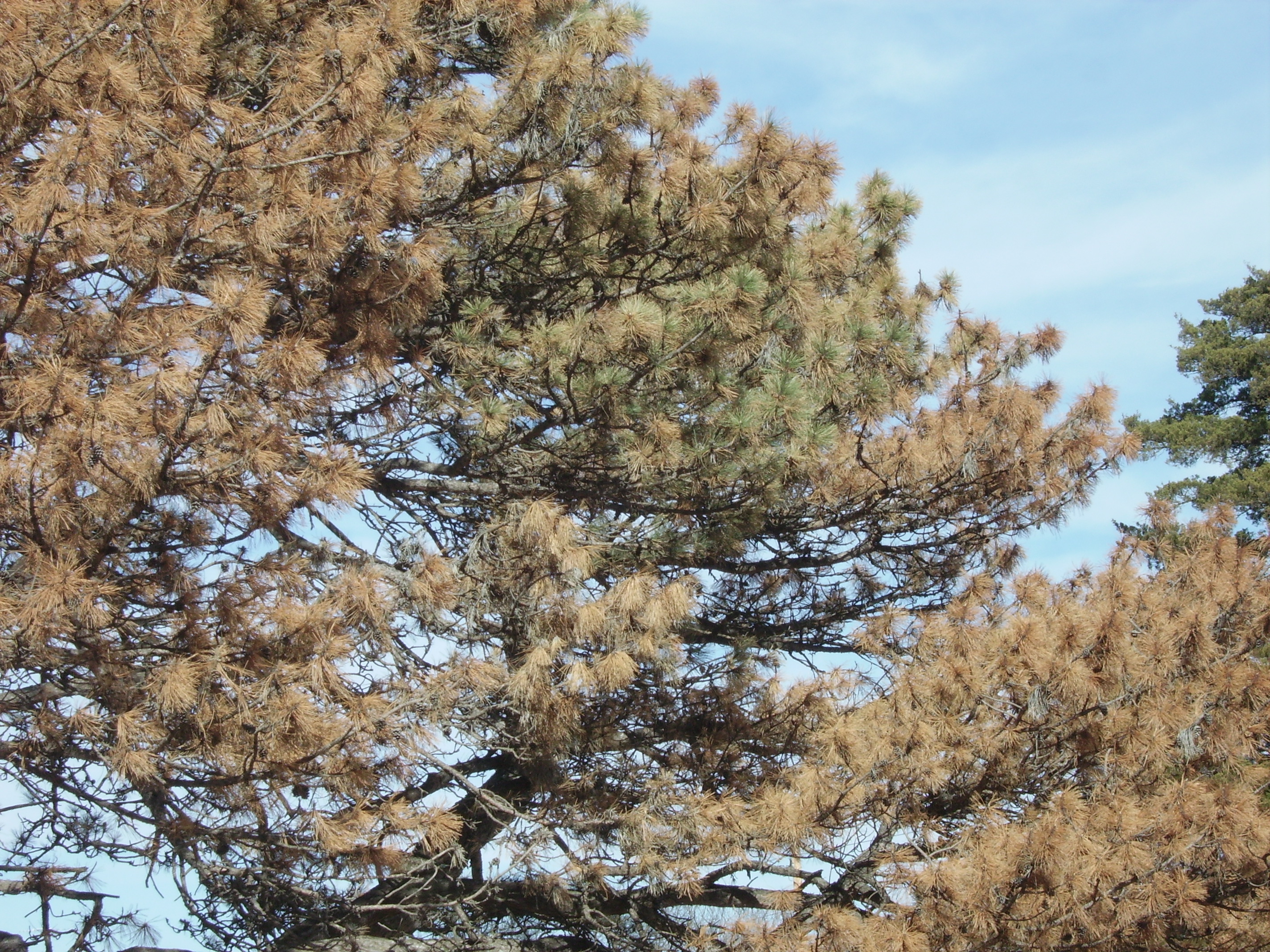
Decaïment sobtat del pi, malaltia causada pel nematode Bursaphelenchus xylophilus.

També hi ha nematodes fitopatògens que causen danys a les plantes, ja sigui perquè actuen com a vectors de virus o bé perquè produeixen ferides al vegetal i el predisposen a les infeccions per fongs i bacteris fitopatògens. Les lesions poden ser tant de la part aèria (marciment, deformacions, necrosi, podriment, etc.) com de la part radicular (nòduls i agalles, necrosi, deformacions i proliferacions). Els danys en conreus agrícoles i silvícoles són significatius i requereixen mesures de prevenció i de control.
A Espanya, els gèneres fitopatògens més importants són els següents: Meloidogyne (afecta conreus d'hivernacle, cereals, remolatxa, tabac, conreus d'horta, vinya, etc.), Globodera (sobretot G. rostochiensis i G. pallida, espècies que afecten plantes solanàcies com ara les patateres o les tomaqueres), Heterodera (afecta cereals, remolatxa, hortalisses, llegums, etc.), Tylenchulus semipenetrans (afecta cítrics), Xiphinema, Pratylenchus (afecta cereals, perers, rosers, tomaqueres, etc.), Ditylenchus, Anguina i Aphelenchoides (els tres darrers afecten les parts aèries de cereals, bulboses i un llarg etcètera).
En els darrers anys l'espècie Bursaphelenchus xylophilus, originària dels Estats Units i considerada una de les 100 espècies invasores més dolentes d'Europa, ha incrementat la seva incidència global i les previsions indiquen que els efectes del canvi climàtic augmentaran en un futur la presència del cuc a àmplies zones septentrionals d'Àsia, Europa i Amèrica del nord. Aquest nematode causa el decaïment sobtat del pi, es transmet d'un arbre a l'altre a través de coleòpters vectors de la família Cerambycidae pertanyents al gènere Monochamus (sobretot l'espècie Monochamus galloprovincialis al nostre àmbit geogràfic), ha estat detectat a la península Ibèrica des de l'any 1999 (el primer brot es produí a la zona de Marateca, Palmela) i ha obligat a les administracions públiques a establir protocols de lluita i prevenció específics. Als països de la UE la normativa inclou el control de les importacions de fusta, realització de prospeccions sistemàtiques, inventari de focus, creació de xarxes d'alerta i tasques d'erradicació. El cuc és molt aggresiu en Pinus pinaster, Pinus sylvestris, Pinus nigra i Pinus radiata. B. xylophilus s'alimenta de les cèl·lules epitelials que envolten els conductes resinífers i al destruir-les impedeix els fluxos de resina del tronc i les branques. Els arbres afectats presenten inicialment una decoloració de les acícules, marcint-se després amb rapidesa i de forma progressiva.
El control nematològic en conreus inclou els següents mètodes:
- Nematicides químics: siguin fumigants o no, comporten riscos toxicològics i mediambientals, així com un elevat preu. Una alternativa a l'ús de productes químics és el desenvolupament de nematicides transgènics segurs i eficaços a partir de polipèptids bioactius provinents dels mateixos nematodes.[81]
- Guaret: en 1-2 anys redueix la població de nematodes en més del 80%.
- Rotació de conreus: només eficient amb determinades espècies.[82]
- Al·leloquímics: com per exemple les arrels de sorgo i de pastura sudanesa.[83]
- Addició de matèria orgànica.
- Llaurada i ús de les plantes més resistents.[84]
- Solarització: consisteix a disposar una pel·lícula de plàstic transparent sobre el sòl, prèviament regat, en estiu, durant 6-8 setmanes.[85]
- Altres: vapor d'aigua (aplicat durant 30 minuts), embassament (durant 7-9 mesos), control biològic (determinats bacteris com Pasteuria penetrans i fongs com Paecilomyces lilacinus),[86][87] etc.

Es treballa en el desenvolupament de mètodes basats en l'ARN d'interferència que facin possible inactivar els gens que confereixen als nematodes la seva capacitat fitopatògena, tractant les llavors dels vegetals amb substàncies bioestimulants derivades de determinats bacteris existents al sòl. Per aconseguir-ho, aquests bioestimulants alteren els gens propis de la planta que permeten la infestació pels cucs, fent molt difícil que aquests puguin danyar-la. La tècnica ha donat bons resultats protegint el blat dels atacs del paràsit Heterodera avenae en experiments in planta, ja que augmenta entre un 57 i un 92% la supervivència del cereal.
Els nematodes fitopatògens són paràsits altament especialitzats. La seva capacitat de desenvolupar-se en un hoste en particular depèn de certes proteïnes que intervenen en els mecanismes moleculars del procés parasitari, codificades per una petita quantitat de gens. Aquestes proteïnes són uns factors de virulència molt selectius i propis de cada espècie que reben el nom d'efectors i que es consideren objectius de gran interès per crear noves i més eficaces resistències en les plantes susceptibles de ser afectades pels cucs.

## Malalties humanes causades per nematodes (nematodosis humanes)
- Acantoquilonemosi - Mansonella perstans[92]
- Ancilostomosi - Ancylostoma duodenale i Necator americanus
- Angiostrongilosi - Angiostrongylus spp.[93]
- Anisakiosi - Anisakis i Pseudoterranova decipiens[94]
- Ascariosi - Ascaris
- Bailisascariosi - Baylisascaris procyonis[95]
- Dracunculosi - Dracunculus medinensis.[96]
- Enterobiosi - Enterobius vermicularis
- Estrongiloïdosi - Strongyloides stercoralis
- Gnatostomosi - Gnathostoma spp.[97]
- Gongilonemosi - Gongylonema pulchrum.[98][99]
- Meningoencefalomielitis per nematodes de vida lliure - Halicephalobus spp.[100][101]
- Oncocercosi - Onchocerca volvulus[102]
- Toxocarosi visceral, ocular i encoberta[103] - Toxocara
- Triquinosi - Trichinella (A Europa causada predominantment per T. spiralis i T. britovi)[104]
- Filariosi limfàtica - Wuchereria bancrofti,[105] Brugia malayi i Brugia timori[106]

## Helmintoteràpia
La idea per utilitzar l'helmintoteràpia («teràpia amb cucs») sorgí de l'observació que diversos trastorns autoimmunitaris tenen una menor incidència en països on els nens creixen en medis menys higiènics (hipòtesi de la higiene). La hipòtesi diu que el contacte amb patògens de diferents tipus, incloent-hi nematodes, modularia el sistema immunitari i evitaria l'aparició de noves al·lèrgies o malalties autoimmunitàries. Formulada als anys 70, aquesta hipòtesi es considera avui dia conceptualment massa simplista.
El tractament consisteix a empassar-se una solució amb una quantitat suficient d'ous de Trichurus suis o larves de Necator americanus. Els nematodes s'implanten a l'intestí i hi alliberen substàncies immunomoduladores que els protegeixen del sistema immunitari de l'hoste humà i, alhora, redueixen la intensitat de la resposta autoimmunitària contra el teixit intestinal.
Aquesta teràpia, encara experimental, ha tingut èxit en nombrosos estudis i podria resultar molt útil pels seus efectes secundaris gairebé nuls a curt termini. No es creu que pugui haver-hi problemes a llarg termini relacionats directament amb la presència física dels helmints. Tanmateix, igual que amb els tractaments amb immunosupressors o anti-TNF-α, la immunomodulació a llarg termini podria tenir efectes negatius. Ara per ara, l'escassa quantitat d'assaigs realitzats no permet confirmar o desmentir aquest fet. En particular, pel que fa a l'ús de l'helmintoteràpia en el maneig de la malaltia inflamatòria intestinal no existeixen evidències suficients per establir si és un tractament eficaç i que pot emprar-se sense riscos. Alguns autors creuen que els cucs utilitzats fins ara es varen seleccionar sobre la base de criteris poc pràctics i que altres candidats que encara no han estat avaluats podrien ser més eficients i tenir un menor cost de producció.
La recerca amb molècules derivades d'helmints i el desenvolupament de substàncies que mimetitzin els seus efectes són noves línies d'investigació que ofereixen un ampli ventall de potencials aplicacions terapèutiques. Si bé el mecanisme d'acció dels antígens helmíntics no es coneix completament a hores d'ara, diversos estudis suggereixen que podrien ser emprats en un futur per crear fàrmacs immunomoduladors modificats. Per exemple, en murins l'extret d'exemplars adults de T. spiralis estimula determinades citocines reguladores que redueixen la inflamació al·lèrgica de la via respiratòria, però no s'han identificat en el nematode els elements immunològics efectius responsables d'aquest fenomen.